# Cachi Hanegbi
Cachi (Jicchak) Hanegbi (hebrejsky צחי הנגבי‎, * 26. února 1957 Jeruzalém) je izraelský politik, poslanec Knesetu za Likud a bezpečnostní expert. V minulosti zastával řadu funkcí v izraelské vládě, jmenovitě například ministra vnitřní bezpečnosti, ministra spravedlnosti či ministra zdravotnictví. Od 24. prosince 2014 zastával v izraelské vládě pozici náměstka ministra zdravotnictví. Vzhledem k tomu, že pozice ministra obsazená nebyla, tak fakticky resort řídil.

## Biografie
Jeho matka je Ge'ula Kohenová, prominentní členka předstátní revizionistické skupiny Lechi, později poslankyně za strany Likud a Techija. Jeho otec Immanuel Hanegbi byl operačním důstojníkem u stejné revizionistické skupiny. Po povinné vojenské službě v Izraelských obranných silách, kde sloužil u výsadkářů, studoval mezinárodní vztahy na Hebrejské univerzitě v Jeruzalémě. Během svého studia byl prezidentem studentského svazu na Hebrejské univerzitě. V roce 1980 se stal prezidentem Národního svazu izraelských studentů a v této funkci působil dva roky. Po absolvování oboru mezinárodních vztahů pokračoval ve studiu práva, z něhož získal titul LL.B.
Žije ve městě Mevaseret Cijon poblíž Jeruzaléma.

## Politická kariéra
Poslancem Knesetu byl poprvé zvolen ve volbách v roce 1988, po nichž vedl úřad tehdejšího premiéra Jicchaka Šamira. Svůj poslanecký mandát obhájil i ve volbách v letech 1992 a 1996, a po druhých zmíněných byl jmenován ministrem zdravotnictví ve vládě Benjamina Netanjahua. V září téhož roku byl jmenován ministrem spravedlnosti a o dva měsíce později opustil post ministra zdravotnictví.
O svou ministerskou funkci přišel poté, co Ehud Barak vyhrál volby v roce 1999. Ministrem se však stal o dva roky později, když Ariel Šaron vyhrál přímou volbu premiéra. V nové vládě byl v březnu 2001 jmenován ministrem životního prostředí a později téhož roku byl navíc jmenován ministrem dopravy.
Po přesvědčivém vítězství Likudu ve volbách v roce 2003 byl jmenován ministrem vnitřní bezpečnosti. V září téhož roku byl Šaronem jmenován ministrem při úřadu premiéra, a jako takový měl na starosti zpravodajské služby (Mosad a Šin bet) a dohlížel na izraelskou agenturu pro atomovou energii.
Když Šaron v listopadu 2005 oznámil svůj odchod z Likudu a založení nové centristické strany Kadima, byl Hanegbi jmenován dočasným předsedou Likudu. O den později i Hanegbi oznámil svůj odchod do Kadimy a 10. prosince rezignoval na svůj poslanecký mandát. Poslancem však byl znovu zvolen ve volbách v roce 2006, po nichž se stal předsedou vlivného parlamentního výboru pro zahraniční věci a obranu. Tuto funkci si udržel i po volbách v roce 2009. Dne 23. prosince 2010 však na svůj poslanecký mandát rezignoval v důsledku obvinění z křivé přísahy (v důsledku toho měl od počátku listopadu pozastavenou funkci poslance).
V lednu 2013 byl v předčasných parlamentních volbách zvolen poslancem Knesetu za volební alianci Likud Jisra'el bejtenu. Od 2. června 2014 byl náměstkem ministra zahraničních věcí. Po rezignaci ministrů ze strany Ješ atid v prosinci 2014 byl 24. prosince navíc jmenován náměstkem ministerstva zdravotnictví, kde byl ministerský post neobsazený.
Mandát obhájil rovněž ve volbách v roce 2015.